# Софроний II Константинополски
Софроний II Константинополски (на гръцки: Πατριάρχης Σωφρόνιος Β') е вселенски патриарх в най-изпитателното за Османската империя време – след Кючуккайнарджийския мирен договор. Предходно под името Софроний V Йерусалимски е Йерусалимски православен патриарх когато Бейрут е подложен на два пъти на обстрел от руския флот в подкрепа на друзите. По произход е арабин. 

## Биография
Роден в Килис в семейство на православни араби. Баща му се казва Иса.
През 1733-1735 година се занимава с публичните църковни финанси в Адана и Антиохия, след което до 1739 година е в Дамаск. През 1740 година, приемайхи схима с името Софроний, е ръкоположен за свещеник в Йерусалим. От 1741 година е епископ на Акко, а от 1752 година на Алепо. През същата 1752 година Софроний подава оставка и се мести в Цариград. През 1766 година му е предложен антиохийският патриаршески трон, но Софроний отказва.
През 1771 година е избран за Йерусалимски патриарх под името Софроний V. На 24 декември 1774 г. е преместен на катедрата на Вселенския патриарх на Константинопол където служи до смъртта си под името Софроний II.
Патриарх Софроний II e добре образован аскет, който е загрижен най-вече за икономическото състояние на църквата. Умира на 19 октомври 1780 година в Цариград. Погребан е в двора на църквата „Свети Архангели“ в Арнауткьой.